# Cornelis Springer
Pour les articles homonymes, voir Springer.
Cornelis Springer, né le 25 mai 1817 à Amsterdam et mort le 20 février 1891 à Hilversum, est un peintre néerlandais, connu pour ses œuvres de peinture architecturale et de paysages urbains.

## Biographie
Cornelis Springer est né en 1817 à Amsterdam aux Pays-Bas. Il grandit dans une famille d'architectes et d'artisans spécialisés dans l'ouvrage en bâtiments. Très tôt, son frère Hendrik initie Cornelis à la peinture architecturale, où il développe le sens de la perspective, et annonce un de ses thèmes favoris de peinture, les paysages urbains. Contemporain d’Adrianus Eversen, il étudie la peinture à l’Académie des Beaux-Arts d’Amsterdam sous la direction de Jacobus van der Stok (1795-1874) et Hendrik Gerrit ten Cate (1822-1891).
Inspiré par les peintres hollandais des XVIIe et XVIIIe siècles, tels que Jan van der Heyden (1637-1712), Gerrit Berckheyde (1638-1698) et Isaac Ouwater (1750-1793), il choisit de suivre les cours du peintre Kasper Karsen (1810-1896).

## Œuvre
- Le Zuiderhavendijk, Enkhuizen, 1868 huile sur panneau, 50 × 165 cm[1]

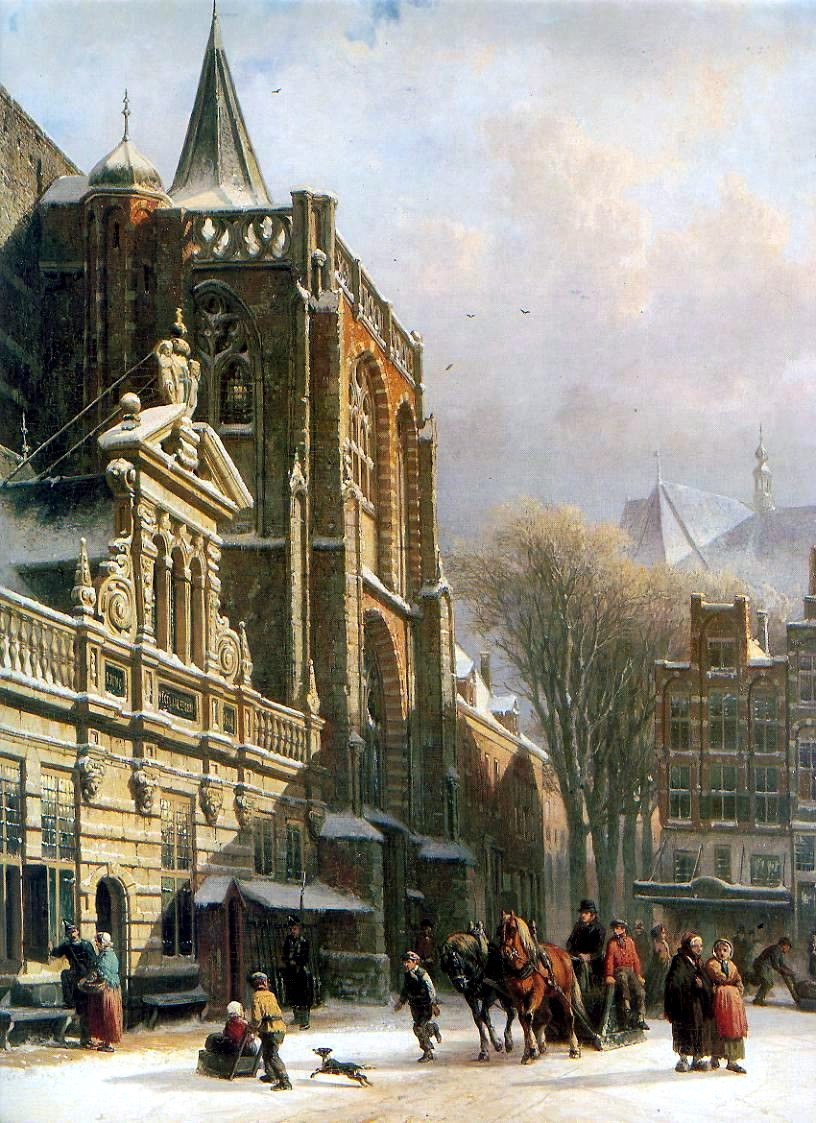
Église Saint-Michel à Zwolle (1862).
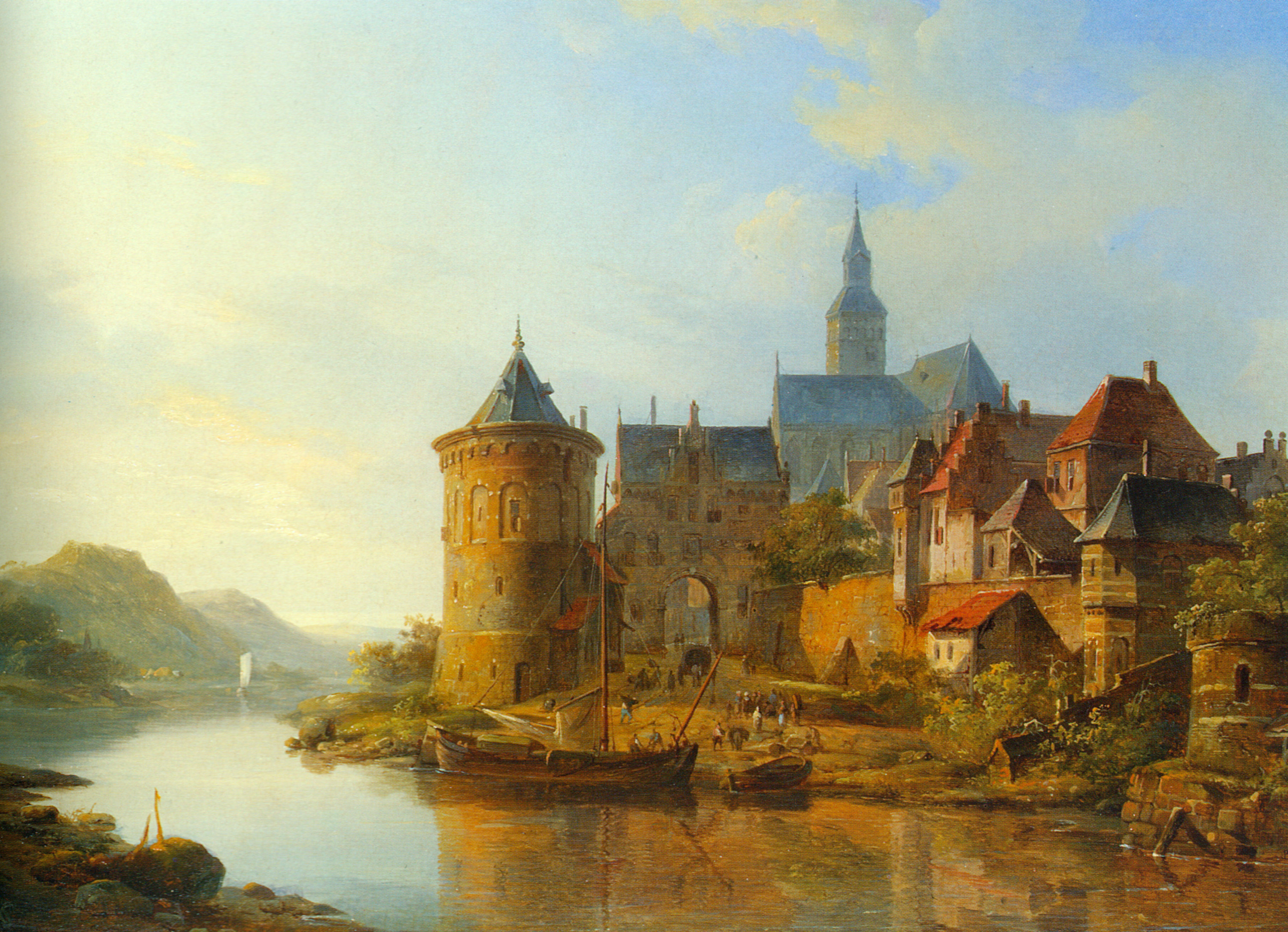
Vue d'une ville le long du Rhin, 1841.